# Heinz D. Kurz
Heinz D. Kurz (* 29. März 1946 in Pfaffenhofen an der Ilm) ist ein deutscher und österreichischer Ökonom.

## Leben und Forschung
An der Universität München legte Kurz 1969 den Diplom-Volkswirt ab und promovierte an der Universität Kiel.  1977–78 war er Visiting Fellow am Wolfson College, Universität Cambridge, U.K.  Von 1979 bis 1988 Professor  an der Universität Bremen, hernach an der Universität Graz. 1990–91 war Kurz Theodor Heuss-Professor an der Graduate Faculty der New School for Social Research, New York. Er nahm zahlreiche Gastprofessuren wahr, darunter in Rom, Pisa, Paris, Nizza, Cambridge, Leicester, Mexiko-Stadt, New York, Brasília.
Forschungsschwerpunkte sind in der Wirtschaftstheorie: Produktion, Wachstum, Einkommensverteilung, technischer Wandel, natürliche Ressourcen. Daneben befasst er sich mit der Theoriegeschichte in den Wirtschaftswissenschaften und ist tätig als General Editor der unveröffentlichten Werke Piero Sraffas.
Seit 1998 ist er Herausgeber der Zeitschrift Metroeconomica. Von 2006 bis 2008 war er Präsident der European Society for the History of Economic Thought (ESHET).

## Auszeichnungen
- 2018: Kurt-Rothschild-Preis (Hauptpreis)[4]
- 2019: Ehrendoktorwürde der Schumpeter School of Business and Economics (Bergische Universität Wuppertal)[5]
- 2022: Ehrenzeichen des Landes Steiermark für Wissenschaft, Forschung und Kunst[6][7]

## Ausgewählte Werke
- mit Neri Salvadori als Mitherausgeber: The Elgar Companion to David Ricardo. Edward Elgar, Cheltenham, England 2015, ISBN 978-1-84844-850-6.
- Geschichte des ökonomischen Denkens, Beck, München 2013, ISBN 978-3-406-6555-3-1.
- mit Richard Sturn: Die größten Ökonomen. Adam Smith. UTB, Stuttgart 2012, ISBN 978-3-8252-3793-6.
- mit Richard Sturn: Schumpeter für jedermann. Von der Rastlosigkeit des Kapitalismus. Frankfurter Allgemeine Buchverlag, Frankfurt am Main 2012, ISBN 978-3-89981-260-2.
- als Herausgeber: Klassiker des ökonomischen Denkens. Band 1, Verlag C. H. Beck, München 2008, ISBN 978-3-406-57357-6 und Band 2, München 2009, ISBN 978-3-406-57372-9.
- als Mitherausgeber: David Ricardo: Über die Grundsätze der politischen Ökonomie und der Besteuerung. Verlag Metropolis, 2006, ISBN 3-89518-540-X.
- mit Neri Salvadori: Theory of Production: A Long-Period Analysis. Cambridge University Press, Cambridge 1997, ISBN 0-521-58867-7.

## Veröffentlichungen
- Von der Natur des Menschen und der kommerziellen Gesellschaft – zum 300. Geburtstag von David Hume, dem großen Fortschrittsoptimisten und glühenden Verfechter des Freihandels. In: FAZ. Wirtschaft vom 15. April 2011, S. 12.
- Der unsterbliche Schotte (zum 300. Geburtstag von Adam Smith). FAZ und faz.net (6. Mai 2023)